# آلتو دویرو، سائوتومه و پرنسیپ
التو دویرو، سائوتومه و پرنسیپ (به لاتین: Alto Douro, São Tomé and Príncipe) یک منطقهٔ مسکونی در سائوتومه و پرنسیپ است که در São Tomé Province واقع شده‌است.